# Giulietta Dionesi
Giulietta Dionesi (Livorno, 1878 — Ouro Preto, 2 de novembro de 1911) foi uma violinista italiana.

## Carreira
Giulietta ficou conhecida no Brasil no começo da década de 1890, no dia 15 de julho de 1889 fez o seu primeiro concerto no Brasil aos 11 anos junto ao pianista e seu irmão mais velho Romeo Dionesi no Theatro Sant'Anna (atual Teatro Carlos Gomes) com a presença do Imperador Dom Pedro II e da Imperatriz Teresa Cristina.